# 1445 в Україні

## Події
- Завершено будівництво 18 веж Високого муру Львова.
- засноване стрілецьке братство

## Особи

### Народились
- Менґлі I Ґерай (1445—1515) — державний, політичний і військовий діяч. Кримський хан (1466, 1469—1475, 1478—1515).
- Семен Юрійович Гольшанський (1445—1505) — князь Степанський та Дубровицький, державний діяч Великого князівства Литовського.

## Засновані, зведені
- Березне
- Берестечко
- Горожанка (село)
- Гончари
- Гостів
- Квасилів
- Оглядів
- Шклинь